# ژواکیم منان
ژواکیم منان (به فرانسوی: Joachim Menant)(زادهٔ ۱۶ آوریل ۱۸۲۰- مرگ ۳۰ اوت ۱۸۹۹) خاورشناس و دادرس فرانسوی بود.
او زادهٔ شربورگ بود. او درس قانون خوانده بود و در سال ۱۸۷۸ رئیس دادگاه مدنی روان گردید. سه سال پس از آن او عشو دادگاه استیناف گشت. با این همه نام‌آوری او در زمینهٔ دیگری بود و آن هم مطالعاتش بر روی خط میخی بود. تمرکز مطالعات منان بر روی آشورشناسی بود و بخشی از اثرهای او در این زمینه اینهایند:
- مجموعهٔ افبای خط میخی [۱] (۱۸۶۰ میلادی)
- سیمای کلی دستور زبان آشوری [۲] (۱۸۶۸)
- هجابندی زبان آشوری [۳] (۱۸۶۹-۱۸۷۳ در دو جلد)
- زبان‌های از میان‌رفتهٔ ایران و آشور[۴](۱۸۸۵-۱۸۸۶ در دو جلد)
- سنگ‌نبشته‌های فراز آسیا [۵] (۱۸۸۳-۱۸۸۶ در دو جلد)

او همچنین همکاری‌هایی هم با ژولیوس اوپر داشت. منان در ۱۸۸۷ به آکادمی دست‌نوشته‌ها راه یافت و دو سال پس از آن هم در پاریس درگذشت.
دختر منان ؛ دلفین منان؛ هم از پژوهشگران به نام بود که پژوهش‌هایش در زمینهٔ پارسیان هند نامدار است.